# 永建镇
永建镇，是中华人民共和国云南省大理白族自治州巍山彝族回族自治县下辖的一个乡镇级行政单位。

## 行政区划
永建镇下辖以下地区：
红河源村、永利村、永胜村、西山村、永和村、永安村、永乐村、小围埂村、永平村和永瑞村。

## 中国传统村落
- 2012年12月，东莲花村被评为首批“中国传统村落”。
- 2013年8月，马米厂米姓村被评为第二批中国传统村落。